# 2021年のATPツアー
2021年のATPツアーは、2021年のATPツアーの日程と決勝結果である。

## 日程
2021年ATPカレンダーより作成。
| カテゴリ                  |
| グランドスラム            |
| ATPファイナルズ           |
| ATPツアー・マスターズ1000 |
| オリンピック              |
| ATPツアー500              |
| ATPツアー250              |
| チームイベント            |

### 1月
| 週     | 大会                                                                    | 優勝                                  | 準優勝                                    | 試合結果                   |
| ------ | ----------------------------------------------------------------------- | ------------------------------------- | ----------------------------------------- | -------------------------- |
| 1月4日 | デルレイビーチ・オープン デルレイビーチ $349,530 - ハード - 28S/16Q/16D | フベルト・フルカチュ                  | セバスチャン・コルダ                      | 6–3, 6–3                   |
| 1月4日 | デルレイビーチ・オープン デルレイビーチ $349,530 - ハード - 28S/16Q/16D | アリエル・ベアル ゴンザロ・エスコバル | ライアン・ハリソン クリスチャン・ハリソン | 6–7(5–7), 7–6(7–4), [10–4] |
| 1月4日 | アンタルヤ・オープン アンタルヤ €300,000 - ハード - 32S/16Q/16D         | アレックス・デミノー                  | アレクサンダー・ブブリク                  | 2–0 (途中棄権)             |
| 1月4日 | アンタルヤ・オープン アンタルヤ €300,000 - ハード - 32S/16Q/16D         | ニコラ・メクティッチ マテ・パビッチ   | イワン・ドディグ フィリプ・ポラセック     | 6–2, 6–4                   |

### 2月
| 週             | 大会                                                                                               | 優勝                                                          | 準優勝                                            | 試合結果      |
| -------------- | -------------------------------------------------------------------------------------------------- | ------------------------------------------------------------- | ------------------------------------------------- | ------------- |
| 2月1日         | ATPカップ メルボルン $4,500,000 - ハード - 12チーム (RR)                                           | ロシア                                                        | イタリア                                          | 2–0           |
| 2月1日         | グレート・オーシャン・ロード・オープン メルボルン $320,775 - ハード - 56S/0Q/24D                   | ヤニック・シナー                                              | ステファノ・トラヴァーリャ                        | 7–6(7–4), 6–4 |
| 2月1日         | グレート・オーシャン・ロード・オープン メルボルン $320,775 - ハード - 56S/0Q/24D                   | ジェイミー・マリー ブルーノ・ソアレス                         | フアン・セバスティアン・カバル ロベルト・ファラ   | 6–3, 7–6(9–7) |
| 2月1日         | マリー・リバー・オープン (en) メルボルン $320,775 - ハード - 56S/0Q/24D                            | ダニエル・エバンス                                            | フェリックス・オジェ＝アリアシム                  | 6–2, 6–3      |
| 2月1日         | マリー・リバー・オープン (en) メルボルン $320,775 - ハード - 56S/0Q/24D                            | ニコラ・メクティッチ マテ・パビッチ                           | ジェレミー・シャルディー ファブリス・マルタン     | 7–6(7–2), 6–3 |
| 2月8日 2月15日 | 全豪オープン メルボルン A$32,790,000 ハード 128S/128Q/64D/32X シングルス – ダブルス – 混合ダブルス | ノバク・ジョコビッチ                                          | ダニール・メドベージェフ                          | 7–5, 6–2, 6–2 |
| 2月8日 2月15日 | 全豪オープン メルボルン A$32,790,000 ハード 128S/128Q/64D/32X シングルス – ダブルス – 混合ダブルス | イワン・ドディグ フィリプ・ポラセック                         | ラジーブ・ラム ジョー・ソールズベリー             | 6–3, 6–4      |
| 2月8日 2月15日 | 全豪オープン メルボルン A$32,790,000 ハード 128S/128Q/64D/32X シングルス – ダブルス – 混合ダブルス | バルボラ・クレイチコバ ラジーブ・ラム                         | サマンサ・ストーサー マシュー・エブデン           | 6–1, 6–4      |
| 2月22日        | 南フランス・オープン モンペリエ €419,470 - ハード (室内) - 28S/16Q/16D                             | ダビド・ゴファン                                              | ロベルト・バウティスタ・アグート                  | 5–7, 6–4, 6–2 |
| 2月22日        | 南フランス・オープン モンペリエ €419,470 - ハード (室内) - 28S/16Q/16D                             | ヘンリ・コンティネン エドゥアール・ロジェ＝バセラン           | ジョナサン・エルリック アンドレイ・バシレフスキー | 6–2, 7–5      |
| 2月22日        | コルドバ・オープン コルドバ $452,600 - クレー - 28S/32Q/16D                                        | フアン・マヌエル・セルンドロ                                  | アルベルト・ラモス＝ビノラス                      | 6–0, 2–6, 6–2 |
| 2月22日        | コルドバ・オープン コルドバ $452,600 - クレー - 28S/32Q/16D                                        | ラファエル・マトス フェリペ・メリジェニ・ロドリゲス・アウベス | ロマン・アルネオド ブノワ・ペール                 | 6–4, 6–1      |
| 2月22日        | シンガポール・テニス・オープン (en) シンガポール $480,000 - ハード (室内) - 28S/16Q/16D            | アレクセイ・ポピリン                                          | アレクサンダー・ブブリク                          | 4–6, 6–0, 6–2 |
| 2月22日        | シンガポール・テニス・オープン (en) シンガポール $480,000 - ハード (室内) - 28S/16Q/16D            | サンダー・ジレ ヨラン・フリーゲン                             | マシュー・エブデン ジョン＝パトリック・スミス     | 6–2, 6–3      |

### 3月
| 週              | 大会                                                                                    | 優勝                                            | 準優勝                                        | 試合結果           |
| --------------- | --------------------------------------------------------------------------------------- | ----------------------------------------------- | --------------------------------------------- | ------------------ |
| 3月1日          | ABNアムロ世界テニス・トーナメント ロッテルダム €1,176,695 - ハード (室内) - 32S/16Q/16D | アンドレイ・ルブレフ                            | マートン・フチョビッチ                        | 7–6(7–4), 6–4      |
| 3月1日          | ABNアムロ世界テニス・トーナメント ロッテルダム €1,176,695 - ハード (室内) - 32S/16Q/16D | ニコラ・メクティッチ マテ・パビッチ             | ケビン・クラビーツ ホリア・テカウ             | 7–6(9–7), 6–2      |
| 3月1日          | アルゼンチン・オープン ブエノスアイレス $506,770 - クレー - 28S/32Q/16D                 | ディエゴ・シュワルツマン                        | フランシスコ・セルンドロ                      | 6–1, 6–2           |
| 3月1日          | アルゼンチン・オープン ブエノスアイレス $506,770 - クレー - 28S/32Q/16D                 | トミスラフ・ブルキッチ ニコラ・カシッチ         | アリエル・ベアル ゴンザロ・エスコバル         | 6–3, 7–5           |
| 3月8日          | カタール・エクソンモービル・オープン ドーハ $1,050,570 - ハード - 28S/16Q/16D           | ニコロズ・バシラシビリ                          | ロベルト・バウティスタ・アグート              | 7–6(7–5), 6–2      |
| 3月8日          | カタール・エクソンモービル・オープン ドーハ $1,050,570 - ハード - 28S/16Q/16D           | アスラン・カラツェフ アンドレイ・ルブレフ       | マーカス・ダニエル フィリップ・オズワルド     | 7–5, 6–4           |
| 3月8日          | オープン13プロヴァンス マルセイユ €534,790 - ハード (室内) - 28S/16Q/16D                | ダニール・メドベージェフ                        | ピエール＝ユーグ・エルベール                  | 6–4, 6–7(4–7), 6–4 |
| 3月8日          | オープン13プロヴァンス マルセイユ €534,790 - ハード (室内) - 28S/16Q/16D                | ロイド・グラスプール ハリ・ヘリオヴァーラ       | サンダー・アレンズ ダヴィド・ペル             | 7–5, 7–6(7–4)      |
| 3月8日          | チリ・オープン サンティアゴ $500,345 - クレー - 28S/32Q/16D                             | クリスチャン・ガリン                            | ファクンド・バグニス                          | 6–4, 6–7(3–7), 7–5 |
| 3月8日          | チリ・オープン サンティアゴ $500,345 - クレー - 28S/32Q/16D                             | シモーネ・ボレッリ マキシモ・ゴンサレス         | フェデリコ・デルボニス ハウメ・ムナル         | 7–6(7–4), 6–4      |
| 3月15日         | ドバイ・デューティフリー・テニス選手権 ドバイ $1,897,805 - ハード - 48S/24Q/16D         | アスラン・カラツェフ                            | ロイド・ハリス                                | 6–3, 6–2           |
| 3月15日         | ドバイ・デューティフリー・テニス選手権 ドバイ $1,897,805 - ハード - 48S/24Q/16D         | フアン・セバスティアン・カバル ロベルト・ファラ | ニコラ・メクティッチ マテ・パビッチ           | 7–6(7–0), 7–6(7–4) |
| 3月15日         | アビエルト・メキシコ・テルセル アカプルコ $1,053,910 - ハード - 32S/32Q/16D             | アレクサンダー・ズベレフ                        | ステファノス・チチパス                        | 6–4, 7–6(7–3)      |
| 3月15日         | アビエルト・メキシコ・テルセル アカプルコ $1,053,910 - ハード - 32S/32Q/16D             | ケン・スクプスキ ニール・スクプスキ             | マルセル・グラノリェルス オラシオ・セバジョス | 7–6(7–3), 6–4      |
| 3月22日 3月29日 | マイアミ・オープン マイアミ $3,343,785 - ハード - 96S/48Q/32D                           | フベルト・フルカチュ                            | ヤニック・シナー                              | 7–6(7–4), 6–4      |
| 3月22日 3月29日 | マイアミ・オープン マイアミ $3,343,785 - ハード - 96S/48Q/32D                           | ニコラ・メクティッチ マテ・パビッチ             | ダニエル・エバンス ニール・スクプスキ         | 6–4, 6–4           |

### 4月
| 週      | 大会                                                                                | 優勝                                            | 準優勝                                      | 試合結果           |
| ------- | ----------------------------------------------------------------------------------- | ----------------------------------------------- | ------------------------------------------- | ------------------ |
| 4月5日  | AnyTech365アンダルシア・オープン (en) マルベーリャ €408,800 - クレー - 28S/16Q/16D  | パブロ・カレーニョ・ブスタ                      | ハウメ・ムナル                              | 6–1, 2–6, 6–4      |
| 4月5日  | AnyTech365アンダルシア・オープン (en) マルベーリャ €408,800 - クレー - 28S/16Q/16D  | アリエル・ベアル ゴンザロ・エスコバル           | トミスラフ・ブルキッチ ニコラ・カシッチ     | 6–2, 6–4           |
| 4月5日  | サルデーニャ・オープン (en) カリャリ €408,800 - クレー - 28S/16Q16D                 | ロレンツォ・ソネゴ                              | ラスロ・ジェレ                              | 2–6, 7–6(7–5), 6–4 |
| 4月5日  | サルデーニャ・オープン (en) カリャリ €408,800 - クレー - 28S/16Q16D                 | ロレンツォ・ソネゴ アンドレア・ババソリ         | シモーネ・ボレッリ アンドレス・モルテーニ   | 6–3, 6–4           |
| 4月12日 | ロレックス・モンテカルロ・マスターズ モンテカルロ €2,082,960 - クレー - 56S/28Q/28D | ステファノス・チチパス                          | アンドレイ・ルブレフ                        | 6–3, 6–3           |
| 4月12日 | ロレックス・モンテカルロ・マスターズ モンテカルロ €2,082,960 - クレー - 56S/28Q/28D | ニコラ・メクティッチ マテ・パビッチ             | ダニエル・エバンス ニール・スクプスキ       | 6–3, 4–6, [10–7]   |
| 4月19日 | バルセロナ・オープン・バンコ・サバデル バルセロナ €1,565,480 - クレー - 48S/24Q/16D | ラファエル・ナダル                              | ステファノス・チチパス                      | 6–4, 6–7(6–8), 7–5 |
| 4月19日 | バルセロナ・オープン・バンコ・サバデル バルセロナ €1,565,480 - クレー - 48S/24Q/16D | フアン・セバスティアン・カバル ロベルト・ファラ | ケビン・クラビーツ ホリア・テカウ           | 6–4, 6–2           |
| 4月19日 | セルビア・オープン ベオグラード €650,000 - クレー - 28S/16Q/16D                     | マッテオ・ベレッティーニ                        | アスラン・カラツェフ                        | 6–1, 3–6, 7–6(7–0) |
| 4月19日 | セルビア・オープン ベオグラード €650,000 - クレー - 28S/16Q/16D                     | イヴァン・サバノフ マテイ・サバノフ             | アリエル・ベアル ゴンザロ・エスコバル       | 6–3, 7–6(7–5)      |
| 4月26日 | BMWオープン ミュンヘン €419,470 - クレー - 28S/16Q/16D                              | ニコロズ・バシラシビリ                          | ヤン＝レナルト・シュトルフ                  | 6–4, 7–6(7–5)      |
| 4月26日 | BMWオープン ミュンヘン €419,470 - クレー - 28S/16Q/16D                              | ウェスリー・クールホフ ケビン・クラビーツ       | サンダー・ジレ ヨラン・フリーゲン           | 4–6, 6–4, [10–5]   |
| 4月26日 | ミレニアム・エストリル・オープン エストリル €419,470 - クレー - 28S/16Q/16D         | アルベルト・ラモス＝ビノラス                    | キャメロン・ノリー                          | 4–6, 6–3, 7–6(7–3) |
| 4月26日 | ミレニアム・エストリル・オープン エストリル €419,470 - クレー - 28S/16Q/16D         | ユーゴ・ニス ティム・プッツ                     | ルーク・バンブリッジ ドミニク・イングロット | 7–5, 3–6, [10–3]   |

### 5月
| 週             | 大会                                                                                        | 優勝                                              | 準優勝                                        | 試合結果                     |
| -------------- | ------------------------------------------------------------------------------------------- | ------------------------------------------------- | --------------------------------------------- | ---------------------------- |
| 5月3日         | ムチュア・マドリード・オープン マドリード €2,614,465 - クレー - 56S/28Q/28D                 | アレクサンダー・ズベレフ                          | マッテオ・ベレッティーニ                      | 6–7(8–10), 6–4, 6–3,         |
| 5月3日         | ムチュア・マドリード・オープン マドリード €2,614,465 - クレー - 56S/28Q/28D                 | マルセル・グラノリェルス オラシオ・セバジョス     | ニコラ・メクティッチ マテ・パビッチ           | 1–6, 6–3, [10–8]             |
| 5月10日        | BNLイタリア国際 ローマ €2,082,960 - クレー - 56S/28Q/28D                                    | ラファエル・ナダル                                | ノバク・ジョコビッチ                          | 7–5, 1–6, 6–3                |
| 5月10日        | BNLイタリア国際 ローマ €2,082,960 - クレー - 56S/28Q/28D                                    | ニコラ・メクティッチ マテ・パビッチ               | ラジーブ・ラム ジョー・ソールズベリー         | 6–4, 7–6(7–4)                |
| 5月17日        | ジュネーヴ・オープン ジュネーヴ €419,470 - クレー - 28S/16Q/16D                             | キャスパー・ルード                                | デニス・シャポバロフ                          | 7–6(8–6), 6–4                |
| 5月17日        | ジュネーヴ・オープン ジュネーヴ €419,470 - クレー - 28S/16Q/16D                             | ジョン・ピアース マイケル・ヴィーナス             | シモーネ・ボレッリ マキシモ・ゴンサレス       | 6–2, 7–5                     |
| 5月17日        | リヨン・オープン リヨン €419,470 - クレー - 28S/16Q/16D                                     | ステファノス・チチパス                            | キャメロン・ノリー                            | 6–3, 6–3                     |
| 5月17日        | リヨン・オープン リヨン €419,470 - クレー - 28S/16Q/16D                                     | ユーゴ・ニス ティム・プッツ                       | ピエール＝ユーグ・エルベール ニコラ・マユ     | 6–4, 5–7, [10–8]             |
| 5月24日        | エミリア＝ロマーニャ・オープン (en) パルマ €480,000 - クレー - 28S/16Q/16D                  | セバスチャン・コルダ                              | マルコ・チェッキナート                        | 6–2, 6–4                     |
| 5月24日        | エミリア＝ロマーニャ・オープン (en) パルマ €480,000 - クレー - 28S/16Q/16D                  | シモーネ・ボレッリ マキシモ・ゴンザレス           | オリバー・マラチ アイサム＝ウル＝ハク・クレシ | 6–3, 6–3                     |
| 5月24日        | ベオグラード・オープン (en) ベオグラード €511,000 - クレー - 28S/16Q/16D                    | ノバク・ジョコビッチ                              | アレックス・モルカン                          | 6–4, 6–3                     |
| 5月24日        | ベオグラード・オープン (en) ベオグラード €511,000 - クレー - 28S/16Q/16D                    | ジョナサン・エルリック アンドレイ・バシレフスキー | アンドレ・ゴランソン ラファエル・マトス       | 6–4, 6–1                     |
| 5月31日 6月7日 | 全仏オープン パリ €17,171,108 クレー 128S/128Q/64D/16X シングルス – ダブルス – 混合ダブルス | ノバク・ジョコビッチ                              | ステファノス・チチパス                        | 6–7(6–8), 2–6, 6–3, 6–2, 6–4 |
| 5月31日 6月7日 | 全仏オープン パリ €17,171,108 クレー 128S/128Q/64D/16X シングルス – ダブルス – 混合ダブルス | ピエール＝ユーグ・エルベール ニコラ・マユ         | アレクサンダー・ブブリク アンドレイ・ゴルベフ | 4–6, 7–6(7–1), 6–4           |
| 5月31日 6月7日 | 全仏オープン パリ €17,171,108 クレー 128S/128Q/64D/16X シングルス – ダブルス – 混合ダブルス | デシラエ・クラウチェク ジョー・ソールズベリー     | エレーナ・ベスニナ アスラン・カラツェフ       | 2–6, 6–4, [10–5]             |

### 6月
| 週             | 大会                                                                                                | 優勝                                          | 準優勝                                                | 試合結果                |
| -------------- | --------------------------------------------------------------------------------------------------- | --------------------------------------------- | ----------------------------------------------------- | ----------------------- |
| 6月7日         | メルセデス・カップ シュトゥットガルト €543,210 - 芝 - 28S/16Q/16D                                   | マリン・チリッチ                              | フェリックス・オジェ＝アリアシム                      | 7–6(7–2), 6–3           |
| 6月7日         | メルセデス・カップ シュトゥットガルト €543,210 - 芝 - 28S/16Q/16D                                   | マルセロ・デモリネル サンティアゴ・ゴンサレス | アリエル・ベアル ゴンザロ・エスコバル                 | 4–6, 6–3, [10–8]        |
| 6月14日        | ノベンティ・オープン ハレ €1,318,605 - 芝 - 32S/16Q/16D                                             | ユーゴ・アンベール                            | アンドレイ・ルブレフ                                  | 6–3, 7–6(7–4)           |
| 6月14日        | ノベンティ・オープン ハレ €1,318,605 - 芝 - 32S/16Q/16D                                             | ケビン・クラビーツ ホリア・テカウ             | フェリックス・オジェ＝アリアシム フベルト・フルカチュ | 7–6(7–4), 6–4           |
| 6月14日        | シンチ選手権 ロンドン €1,290,135 - 芝 - 32S/16Q/16D                                                 | マッテオ・ベレッティーニ                      | キャメロン・ノリー                                    | 6–4, 6–7(5–7), 6–3      |
| 6月14日        | シンチ選手権 ロンドン €1,290,135 - 芝 - 32S/16Q/16D                                                 | ピエール＝ユーグ・エルベール ニコラ・マユ     | ライリー・オペルカ ジョン・ピアース                   | 6–4, 7–5                |
| 6月21日        | マヨルカ選手権 (en) マヨルカ €720,000 - 芝 - 28S/16Q/16D                                            | ダニール・メドベージェフ                      | サム・クエリー                                        | 6–4, 6–2                |
| 6月21日        | マヨルカ選手権 (en) マヨルカ €720,000 - 芝 - 28S/16Q/16D                                            | シモーネ・ボレッリ マキシモ・ゴンザレス       | ノバク・ジョコビッチ カルロス・ゴメス＝エレーラ       | 不戦勝                  |
| 6月21日        | イーストボーン国際 イーストボーン €547,265 - 芝 - 28S/16Q/16D                                       | アレックス・デミノー                          | ロレンツォ・ソネゴ                                    | 4–6, 6–4, 7–6(7–5)      |
| 6月21日        | イーストボーン国際 イーストボーン €547,265 - 芝 - 28S/16Q/16D                                       | ニコラ・メクティッチ マテ・パビッチ           | ラジーブ・ラム ジョー・ソールズベリー                 | 6–4, 6–3                |
| 6月28日 7月5日 | ウィンブルドン選手権 ロンドン £17,066,000 芝 128S/128Q/64D/48X シングルス – ダブルス – 混合ダブルス | ノバク・ジョコビッチ                          | マッテオ・ベレッティーニ                              | 6–7(4–7), 6–4, 6–4, 6–3 |
| 6月28日 7月5日 | ウィンブルドン選手権 ロンドン £17,066,000 芝 128S/128Q/64D/48X シングルス – ダブルス – 混合ダブルス | ニコラ・メクティッチ マテ・パビッチ           | マルセル・グラノリェルス オラシオ・セバジョス         | 6–4, 7–6(7–5), 2–6, 7–5 |
| 6月28日 7月5日 | ウィンブルドン選手権 ロンドン £17,066,000 芝 128S/128Q/64D/48X シングルス – ダブルス – 混合ダブルス | ニール・スクプスキ デシラエ・クラウチェク     | ジョー・ソールズベリー ハリエット・ダート             | 6–2, 7–6(7–1)           |

### 7月
| 週      | 大会                                                                              | 優勝                                                              | 準優勝                                              | 試合結果               |
| ------- | --------------------------------------------------------------------------------- | ----------------------------------------------------------------- | --------------------------------------------------- | ---------------------- |
| 7月12日 | ハンブルク・ヨーロピアン・オープン ハンブルク €1,030,900 - クレー - 28S/16Q/16D   | パブロ・カレーニョ・ブスタ                                        | フィリップ・クライノビッチ                          | 6-2, 6-4               |
| 7月12日 | ハンブルク・ヨーロピアン・オープン ハンブルク €1,030,900 - クレー - 28S/16Q/16D   | ティム・プッツ マイケル・ヴィーナス                               | ケビン・クラビーツ ホリア・テカウ                   | 6–3, 6–7(7–3), [10–8]  |
| 7月12日 | テニス殿堂オープン ニューポート $466,870 - 芝 - 28S/16Q/16D                       | ケビン・アンダーソン                                              | ジェンソン・ブルックスビー                          | 7–6(10–8), 6–4         |
| 7月12日 | テニス殿堂オープン ニューポート $466,870 - 芝 - 28S/16Q/16D                       | ウィリアム・ブランバーグ ジャック・ソック                         | オースティン・クライチェク バセク・ポシュピシル     | 6–2, 7–6(7–3)          |
| 7月12日 | ノルデア・オープン ボースタード €419,470 - クレー - 28S/16Q/16D                   | キャスパー・ルード                                                | フェデリコ・コリア                                  | 6–3, 6–3               |
| 7月12日 | ノルデア・オープン ボースタード €419,470 - クレー - 28S/16Q/16D                   | サンダー・アレンズ ダヴィド・ペル                                 | アンドレ・ベゲマン アルバーノ・オリベッティ         | 6–4, 6–2               |
| 7月19日 | ミフェル・オープン ロス・カボス $598,545 - ハード - 28S/16Q/16D                   | キャメロン・ノリー                                                | ブランドン・ナカシマ                                | 6-2, 6-2               |
| 7月19日 | ミフェル・オープン ロス・カボス $598,545 - ハード - 28S/16Q/16D                   | ハンス・ハック・ベルドゥーゴ ジョン・イスナー                     | ハンター・リース セム・ファーベーク                 | 5–7, 6–2, [10–4]       |
| 7月19日 | クロアチア・オープン・ウマグ ウマグ €419,470 - クレー - 28S/16Q/16D               | カルロス・アルカラス                                              | リシャール・ガスケ                                  | 6-2, 6-2               |
| 7月19日 | クロアチア・オープン・ウマグ ウマグ €419,470 - クレー - 28S/16Q/16D               | フェルナンド・ロンボリ ダビド・ベガ・エルナンデス                 | トミスラフ・ブルキッチ ニコラ・カシッチ             | 6–3, 7–5               |
| 7月19日 | スイス・オープン・グシュタード グシュタード €419,470 - クレー - 28S/16Q/16D       | キャスパー・ルード                                                | ユーゴ・ガストン                                    | 6–3, 6–2               |
| 7月19日 | スイス・オープン・グシュタード グシュタード €419,470 - クレー - 28S/16Q/16D       | マルクアンドレア・ヒュースラー ドミニク・シュトリッカー           | シモン・ワルクフ ヤン・ジェリンスキ                 | 6–1, 7–6(9–7)          |
| 7月26日 | 東京2020オリンピック 東京 ハード 64S/32D/16X シングルス - ダブルス - 混合ダブルス | アレクサンダー・ズベレフ                                          | カレン・ハチャノフ (ROC)                            | 6–3, 6–1               |
| 7月26日 | 東京2020オリンピック 東京 ハード 64S/32D/16X シングルス - ダブルス - 混合ダブルス | ニコラ・メクティッチ マテ・パビッチ                               | マリン・チリッチ イワン・ドディグ                   | 6–4, 3–6, [10–6]       |
| 7月26日 | 東京2020オリンピック 東京 ハード 64S/32D/16X シングルス - ダブルス - 混合ダブルス | アナスタシア・パブリュチェンコワ (ROC) アンドレイ・ルブレフ (ROC) | エレーナ・ベスニナ (ROC) アスラン・カラツェフ (ROC) | 6–3, 6–7(5–7), [13–11] |
| 7月26日 | トゥルーイスト・アトランタ・オープン アトランタ $555,995 - ハード - 28S/16Q/16D   | ジョン・イスナー                                                  | ブランドン・ナカシマ                                | 7–6 (10–8), 7–5        |
| 7月26日 | トゥルーイスト・アトランタ・オープン アトランタ $555,995 - ハード - 28S/16Q/16D   | ライリー・オペルカ ヤニック・シナー                               | スティーブ・ジョンソン ジョーダン・トンプソン       | 6–4, 6–7(6–8), [10–3]  |
| 7月26日 | ゼネラリ・オープン キッツビュール €419,470 - クレー - 28S/16Q/16D                 | キャスパー・ルード                                                | ペドロ・マルティネス                                | 6–1, 4–6, 6–3          |
| 7月26日 | ゼネラリ・オープン キッツビュール €419,470 - クレー - 28S/16Q/16D                 | アレクサンダー・エルラー ルーカス・ミードラー                     | ロマン・イェバヴィ マトヴェ・ミデルクープ           | 7–5, 7–6(7–5)          |

### 8月
| 週             | 大会                                                                                    | 優勝                                          | 準優勝                                            | 試合結果              |
| -------------- | --------------------------------------------------------------------------------------- | --------------------------------------------- | ------------------------------------------------- | --------------------- |
| 8月2日         | シティ・オープン ワシントンD.C. $1,895,290 - ハード - 48S/16Q/16D                       | ヤニック・シナー                              | マッケンジー・マクドナルド                        | 7–5, 4–6, 7–5         |
| 8月2日         | シティ・オープン ワシントンD.C. $1,895,290 - ハード - 48S/16Q/16D                       | レイベン・クラーセン マクラクラン勉           | ニール・スクプスキ マイケル・ビーナス             | 7–6(7–4), 6–4         |
| 8月9日         | ナショナル・バンク・オープン トロント $2,850,975 - ハード - 48S/24Q/28D                 | ダニール・メドベージェフ                      | ライリー・オペルカ                                | 6–4, 6–3              |
| 8月9日         | ナショナル・バンク・オープン トロント $2,850,975 - ハード - 48S/24Q/28D                 | ラジーブ・ラム ジョー・ソールズベリー         | ニコラ・メクティッチ マテ・パビッチ               | 6–3, 4–6, [10–3]      |
| 8月16日        | ウエスタン・アンド・サザン・オープン シンシナティ $4,845,025 - ハード - 56S/28Q/28D     | アレクサンダー・ズベレフ                      | アンドレイ・ルブレフ                              | 6–2, 6–3              |
| 8月16日        | ウエスタン・アンド・サザン・オープン シンシナティ $4,845,025 - ハード - 56S/28Q/28D     | マルセル・グラノリェルス オラシオ・セバジョス | スティーブ・ジョンソン オースティン・クライチェク | 7–6(7–5), 7–6(7–5)    |
| 8月23日        | ウィンストン・セーラム・オープン ウィンストン・セーラム $717,955 - ハード - 48S/16Q/16D | イリヤ・イヴァシュカ                          | マイケル・イマー                                  | 6–0, 6–2              |
| 8月23日        | ウィンストン・セーラム・オープン ウィンストン・セーラム $717,955 - ハード - 48S/16Q/16D | オラシオ・セバジョス マトヴェ・ミデルクープ   | イワン・ドディグ オースティン・クライチェク       | 6–7(5–7), 7–5, [10–6] |
| 8月30日 9月6日 | 全米オープン ニューヨーク $27,200,000 ハード 128S/128Q/64D/32X                          | ダニール・メドベージェフ                      | ノバク・ジョコビッチ                              | 6–4, 6–4, 6–4         |
| 8月30日 9月6日 | 全米オープン ニューヨーク $27,200,000 ハード 128S/128Q/64D/32X                          | ラジーブ・ラム ジョー・ソールズベリー         | ジェイミー・マリー ブルーノ・ソアレス             | 3–6, 6–2, 6–2         |
| 8月30日 9月6日 | 全米オープン ニューヨーク $27,200,000 ハード 128S/128Q/64D/32X                          | デシラエ・クラウチェク ジョー・ソールズベリー | ジュリアーナ・オルモス マルセロ・アレバロ         | 7–5, 6–2              |

### 9月
| 週      | 大会                                                                   | 優勝                                            | 準優勝                                            | 試合結果              |
| ------- | ---------------------------------------------------------------------- | ----------------------------------------------- | ------------------------------------------------- | --------------------- |
| 9月20日 | アスタナ・オープン ヌルスルタン $480,000 - ハード (室内) - 28S/16Q/16D | 權順宇                                          | ジェームズ・ダックワース                          | 7–6(8–6), 6–3         |
| 9月20日 | アスタナ・オープン ヌルスルタン $480,000 - ハード (室内) - 28S/16Q/16D | サンティアゴ・ゴンサレス アンドレス・モルテーニ | ジョナサン・エルリック アンドレイ・バシレフスキー | 6–1, 6–2              |
| 9月20日 | モゼール・オープン メス €419,470 - ハード (室内) - 28S/16Q/16D         | ホベルト・ホルカシュ                            | パブロ・カレーニョ・ブスタ                        | 7–6(7–2), 6–3         |
| 9月20日 | モゼール・オープン メス €419,470 - ハード (室内) - 28S/16Q/16D         | ホベルト・ホルカシュ ヤン・ジェリンスキ         | ユーゴ・ニス アーサー・リンダークネッシュ         | 7–5, 6–3              |
| 9月20日 | レーバーカップ ボストン ハード (室内) - 2チーム                        | 欧州選抜                                        | 世界選抜                                          | 14-1                  |
| 9月27日 | サンディエゴ・オープン サンディエゴ $600,000 - ハード - 28S/16Q/16D    | キャスパー・ルード                              | キャメロン・ノリー                                | 6–0, 6–2              |
| 9月27日 | サンディエゴ・オープン サンディエゴ $600,000 - ハード - 28S/16Q/16D    | ジョー・ソールズベリー ニール・スクプスキ       | ジョン・ピアース フリップ・ポラセック             | 7–6(7–2), 3–6, [10–5] |
| 9月27日 | ソフィア・オープン ソフィア €419,470 - ハード (室内) - 28S/16Q/16D     | ヤニック・シナー                                | ガエル・モンフィス                                | 6–3, 6–4              |
| 9月27日 | ソフィア・オープン ソフィア €419,470 - ハード (室内) - 28S/16Q/16D     | ジョニー・オマラ ケン・スクプスキ               | オリバー・マラチ フィリップ・オズワルド           | 6–3, 6–4              |

### 10月
| 週               | 大会                                                                                       | 優勝                                            | 準優勝                                            | 試合結果           |
| ---------------- | ------------------------------------------------------------------------------------------ | ----------------------------------------------- | ------------------------------------------------- | ------------------ |
| 10月4日 10月11日 | BNPパリバ・オープン インディアンウェルズ $8,359,455 - ハード - 96S/28Q/28D                 | キャメロン・ノリー                              | ニコロズ・バシラシビリ                            | 3–6, 6–4, 6–1      |
| 10月4日 10月11日 | BNPパリバ・オープン インディアンウェルズ $8,359,455 - ハード - 96S/28Q/28D                 | ジョン・ピアース フリップ・ポラセック           | アスラン・カラツェフ アンドレイ・ルブレフ         | 6–3, 7–6(7–5)      |
| 10月18日         | クレムリン・カップ モスクワ $697,125 - ハード (室内) - 28S/16Q/16D                         | アスラン・カラツェフ                            | マリン・チリッチ                                  | 6–2, 6–4           |
| 10月18日         | クレムリン・カップ モスクワ $697,125 - ハード (室内) - 28S/16Q/16D                         | ハリ・ヘリオヴァーラ マトヴェ・ミデルクープ     | トミスラフ・ブルキッチ ニコラ・カシッチ           | 7–5, 4–6, [11–9]   |
| 10月18日         | ヨーロピアン・オープン アントワープ €508,600 - ハード (室内) - 28S/16Q/16D                 | ヤニック・シナー                                | ディエゴ・シュワルツマン                          | 6–2, 6–2           |
| 10月18日         | ヨーロピアン・オープン アントワープ €508,600 - ハード (室内) - 28S/16Q/16D                 | ニコラ・マユ ファブリス・マルタン               | ウェスリー・クールホフ ジャン＝ジュリアン・ロジェ | 6–0, 6–1           |
| 10月25日         | サンクトペテルブルク・オープン サンクトペテルブルク $863,705 - ハード (室内) - 28S/16Q/16D | マリン・チリッチ                                | テイラー・フリッツ                                | 7–6(7–3), 4–6, 6–4 |
| 10月25日         | サンクトペテルブルク・オープン サンクトペテルブルク $863,705 - ハード (室内) - 28S/16Q/16D | ジェイミー・マリー ブルーノ・ソアレス           | アンドレイ・ゴルベフ ユーゴ・ニス                 | 6–3, 6–4           |
| 10月25日         | エルステ・バンク・オープン ウィーン €1,952,015 - ハード (室内) - 32S/16Q/16D               | アレクサンダー・ズベレフ                        | フランシス・ティアフォ                            | 7–5, 6–4           |
| 10月25日         | エルステ・バンク・オープン ウィーン €1,952,015 - ハード (室内) - 32S/16Q/16D               | フアン・セバスティアン・カバル ロベルト・ファラ | ラジーブ・ラム ジョー・ソールズベリー             | 6–4, 6–2           |

### 11月
| 週       | 大会                                                                           | 優勝                                            | 準優勝                                                  | 試合結果              |
| -------- | ------------------------------------------------------------------------------ | ----------------------------------------------- | ------------------------------------------------------- | --------------------- |
| 11月1日  | ロレックス・パリ・マスターズ パリ €5,207,405 - ハード (室内) - 48S/28Q/24D     | ノバク・ジョコビッチ                            | ダニール・メドベージェフ                                | 4–6, 6–3, 6–3         |
| 11月1日  | ロレックス・パリ・マスターズ パリ €5,207,405 - ハード (室内) - 48S/28Q/24D     | ティム・プッツ マイケル・ビーナス               | ピエール＝ユーグ・エルベール ニコラ・マユ               | 6–3, 6–7(4–7), [11–9] |
| 11月8日  | ストックホルム・オープン ストックホルム €635,750 - ハード (室内) - 28S/16Q/16D | トミー・ポール                                  | デニス・シャポバロフ                                    | 6–4, 2–6, 6–4         |
| 11月8日  | ストックホルム・オープン ストックホルム €635,750 - ハード (室内) - 28S/16Q/16D | サンティアゴ・ゴンサレス アンドレス・モルテーニ | アイサム＝ウル＝ハク・クレシ ジャン＝ジュリアン・ロジェ | 6–2, 6–2              |
| 11月8日  | Next Gen ATPファイナルズ ミラノ $1,300,000 - ハード (室内) - 8S                | カルロス・アルカラス                            | セバスチャン・コルダ                                    | 4–3(7–5), 4–2, 4–2    |
| 11月15日 | Nitto ATPファイナルズ トリノ $7,250,000 - ハード (室内) - 8S/8D (RR)           | アレクサンダー・ズベレフ                        | ダニール・メドベージェフ                                | 6–4, 6–4              |
| 11月15日 | Nitto ATPファイナルズ トリノ $7,250,000 - ハード (室内) - 8S/8D (RR)           | ピエール＝ユーグ・エルベール ニコラ・マユ       | ラジーブ・ラム ジョー・ソールズベリー                   | 6–4, 7–6(7–0)         |

## COVID-19の影響
新型コロナウイルス感染症 (COVID-19) の影響により、中止または延期された大会は以下の通り。

### 中止
| 大会                                 | 開催地             | サーフェス    |
| ------------------------------------ | ------------------ | ------------- |
| ASBクラシック                        | オークランド       | ハード        |
| タタ・オープン・マハラシュトラ       | プネー             | ハード        |
| ニューヨーク・オープン               | ニューヨーク       | ハード (室内) |
| リオ・オープン                       | リオデジャネイロ   | クレー        |
| ハサン2世グランプリ                  | マラケシュ         | クレー        |
| 全米男子クレーコート選手権           | ヒューストン       | クレー        |
| リベマ・オープン                     | スヘルトーヘンボス | 芝            |
| 成都オープン                         | 成都               | ハード        |
| 珠海選手権                           | 珠海               | ハード        |
| ロレックス上海マスターズ             | 上海               | ハード        |
| チャイナ・オープン                   | 北京               | ハード        |
| 楽天ジャパン・オープン・テニス選手権 | 東京               | ハード        |
| スイス・インドア・バーゼル           | バーゼル           | ハード (室内) |

### 延期
| 大会                | 開催地               | サーフェス | 延期前の日程      | 延期後の日程       |
| ------------------- | -------------------- | ---------- | ----------------- | ------------------ |
| BNPパリバ・オープン | インディアンウェルズ | ハード     | 3月11日 - 3月21日 | 10月7日 - 10月17日 |
| 全仏オープン        | パリ                 | クレー     | 5月23日 - 6月6日  | 5月30日 - 6月13日  |

## 2021年最終ランキング
| 順位 | 選手                     | ポイント | 出場数 |
| ---- | ------------------------ | -------- | ------ |
| 1    | ノバク・ジョコビッチ     | 11,540   | 14     |
| 2    | ダニール・メドベージェフ | 8,640    | 23     |
| 3    | アレクサンダー・ズベレフ | 7,840    | 23     |
| 4    | ステファノス・チチパス   | 6,540    | 26     |
| 5    | アンドレイ・ルブレフ     | 5,150    | 28     |
| 6    | ラファエル・ナダル       | 4,875    | 11     |
| 7    | マッテオ・ベレッティーニ | 4,568    | 21     |
| 8    | キャスパー・ルード       | 4,160    | 35     |
| 9    | ホベルト・ホルカシュ     | 3,706    | 32     |
| 10   | ヤニック・シナー         | 3,350    | 42     |

| 順位 | 選手                           | ポイント | 出場数 |
| ---- | ------------------------------ | -------- | ------ |
| 1    | マテ・パビッチ                 | 10,265   | 29     |
| 2    | ニコラ・メクティッチ           | 9,830    | 29     |
| 3    | ジョー・ソールズベリー         | 9,610    | 27     |
| 4    | ラジーブ・ラム                 | 9,400    | 26     |
| 5    | ニコラ・マユ                   | 7,735    | 26     |
| 6    | オラシオ・セバジョス           | 7,100    | 22     |
| 7    | マルセル・グラノリェルス       | 7,043    | 23     |
| 8    | ピエール＝ユーグ・エルベール   | 6,660    | 20     |
| 9    | フリップ・ポラセック           | 6,460    | 32     |
| 10   | フアン・セバスティアン・カバル | 5,525    | 25     |
| 10   | ロベルト・ファラ               | 5,525    | 25     |

### 世界ランキング1位
| 選手                       | 開始日   | 終了日   |
| -------------------------- | -------- | -------- |
| ノバク・ジョコビッチ (SRB) | 2020年末 | 2021年末 |

| 選手                       | 開始日   | 終了日   |
| -------------------------- | -------- | -------- |
| ロベルト・ファラ (COL)     | 2020年末 | 4月4日   |
| マテ・パビッチ (CRO)       | 4月5日   | 10月17日 |
| ニコラ・メクティッチ (CRO) | 10月18日 | 11月7日  |
| マテ・パビッチ (CRO)       | 11月8日  | 2021年末 |

## 主な引退選手
- アレクサンドル・ドルゴポロフ[24][25]

- マルティン・クリザン[26]

- ユリアン・ノール[26]

- ロベルト・リンドステット[27]

- パオロ・ロレンツィ[28][29][26]

- レオナルド・マイエル[30][31]

- ユルゲン・メルツァー[32][33]

- ホリア・テカウ[34]

- ビクトル・トロイツキ[35][26]

- マーカス・ウィリス（英語版）[36][37]